# Fujisawa Takeo
Fujisawa Takeo sinh ngày 10/11/1910 tại khu Koishikawa (nay là Bunkyo), Tokyo. Ông từng là giám đốc của tập đoàn ôtô Honda. Fujisawa Takeo gia nhập hãng năm 1949 và cùng với người sáng lập Honda Soichiro trở thành huyền thoại trong lịch sử công nghiệp ôtô Nhật Bản. Khi làm tại Honda, ông phụ trách điều hành kinh doanh, còn ông Honda chỉ đạo về kỹ thuật và sản xuất. Ông mất ngày 30/12/1988.

## Một vài thông tin
Cha: Fujisawa Hideshiro

Vợ: Yuki

Quê quán: Tokyo

Sinh: 10/11/1910

Mất: 30/12/1988

## Sự kết hợp tuyệt hảo
Mối quan hệ của hai ông Honda và Fujisawa, nếu được ví như "một xe hai bánh" thì không thể sai vào đâu được. Ông Honda với tính khí mạnh mẽ, luôn làm những chuyện động trời, đầu óc chỉ tập trung vào việc chế tạo trực tiếp. Còn ông Fujisawa xuất thân từ dòng họ nhiều đời ở Edo (Tokyo) có phong cách cư xử lịch lãm, đầy kinh nghiệm kinh doanh, tầm nhìn rộng rãi ở nhiều lĩnh vực và rất khéo léo trong việc quân bình điều chỉnh sự việc, xây dựng sự nghiệp bền vững.
Ông Kawashima Kihachiro - nguyên Phó Giám đốc dưới quyền ông Fujisawa, chuyên khai thác thị trường Mỹ - đã lấy hình ảnh sân khấu để minh họa cho mối quan hệ của hai vị này: "Nếu ông Honda là một diễn viên tài năng thì ông Fujisawa lại là một đạo diễn xuất chúng, chuẩn bị mọi điều kiện kỹ thuật cần thiết như sân khấu, viết kịch bản cho diễn viên như ông Honda trình diễn". Giám đốc là ông Honda, nhưng nhà kinh doanh là ông Fujisawa, công ty Honda đã phát triển dựa trên cơ sở kết nối tài tình hai nhân cách đặc biệt này.
Cha ông Fujisawa từng là nhân viên ngân hàng sau đó kinh doanh công ty quảng cáo chuyên chế bản phim đèn chiếu (slide) để quảng cáo ở rạp chiếu phim. Thế nhưng, khi ông Fujisawa học lớp 7 ở trường tư thục cấp II Keika (nay là trường cấp III Keika), công ty của cha ông bị cháy rụi trong trận động đất ở Tokyo, gia đình ông lâm vào cảnh nợ nần chồng chất. Quyết tâm trở thành giáo sư, ông Fujisawa thi vào trường Cao đẳng Sư Phạm Tokyo (nay là đại học Tsukuba) nhưng không thành nên mở tiệm viết thư pháp, chuyên viết địa chỉ thư tín cho bưu điện. Có thời gian rảnh là ông đọc sách văn học.
Theo lệnh tổng động viên, ông trãi qua một năm trong quân ngũ, sau đó làm đại lý bán sỉ cho Công ty Thương mại Mitsuwa Shokai ở Hachobori (Tokyo) chuyên kinh doanh thép. Ông là một chuyên viên tiếp thị rất giỏi, liên tục khai thác và mở rộng thị trường thép cho các đối tác là những nhà xưởng trong phố. Nhưng ông không phải là người tiếp thị thành công nhờ miệng lưỡi mà do chính phong cách thành tâm thành ý của ông, nếu lỡ giao hàng trễ hạn thì ông giải thích nguyên nhân rõ ràng và đưa ra phương án giải quyết dựa trên cơ sở tôn trọng quyền lợi của đối tác. Là người phụ trách kinh doanh loại mặt hàng nhạy cảm với thị trường nên ông luôn có hiểu biết rộng về sự thay đổi giá cả. Chính vì nắm được cốt lõi của việc kinh doanh nên ông Fujisawa còn được làm đại diện chính của công ty về mọi việc kinh doanh khi ông chủ phải đi nghĩa vụ quân sự. Sau đó ông thành lập công ty Nghiên cứu Chế Tạo Nihonkiko, chuyên chế tạo lưỡi cưa. Khi ông chủ hết hạn nghĩa vụ trở về, ông đã bàn giao lại mọi việc và kinh doanh độc lập khi tròn 31 tuổi.
Trong thời kỳ này, ông Takeshima Hiroshi - người của hãng máy bay Nakashima thường đến công ty của ông Fujisawa để kiểm tra sản phẩm mà hãng máy bay đã đặt hàng. Ông này chính là người đã mai mối cho hai ông Honda và Fujisawa gặp nhau. Ông Takashima xuất thân từ trường Cao đẳng Hamamatsu (hiện nay là Phân Khoa Kỹ thuật của Đại Học Shizuoka) và là giáo sư thỉnh giảng của trường vào thời mà ông Honda thường xuyên đến trường với tư cách là học viên dự thính. Sau đó, ông Takeshima vào làm việc cho hãng máy bay Nakashima và gặp ông Honda tại đây khi Công ty Honda là đơn vị gia công piston cho hãng này. Ông Fujisawa thường nghe ông Takeshima nói: "ở Hamamatsu có một thiên tài kỹ thuật".
Thời kỳ sau chiến tranh, các mặt hàng gỗ dùng làm vật liệu xây dựng dễ buôn bán hơn các loại công cụ. Nắm bắt được khuynh hướng thị trường nên ông Fujisawa bỏ tiền ra mua ngay một vùng rừng trồng cây ở Fukushima, bắt tay vào ngành chế tạo gỗ. Mặt khác, hễ có dịp là ông đi Tokyo tìm cơ hội lập nghiệp.
Vào mùa hè năm 1948, ông Fujisawa tình cờ gặp ông Takeshima ở gần da Ichigaya khi Tokyo còn trong cảnh hoan tàn. Lúc đó ông Takeshima là chuyên viên phụ trách kỹ thuật của Bộ Thương mại Công nghiệp Nhật Bản Tsusansho. Sau cuộc gặp đó, ông Fijisawa đã thu xếp dời công ty chế tạo gỗ xây dựng về Tokyo và khai trương cửa hàng cung cấp gỗ Ikebukuro. Chính trong thời kỳ này, ông Takeshima đã liên lạc với ông hỏi xem ông có đồng ý gặp ông Honda hay không.
Hai con người này gặp nhau dường như là định mệnh an bài vào tháng 8 - 1949. Địa điểm cuộc gặp là nhà riêng của ông Takeshima ở Asagaya (Tokyo). Tình thế của ông Honda lúc ấy là: "Muốn lên Tokyo để có thể bắt tay vào chế tạo sản xuất xe gắn máy nhưng lại không có tiền". Còn ông Fujisawa thì dự định: "Muốn liên kết, hợp tác và bán những sản phẩm độc đáo, thể hiện những sáng tạo kỹ thuật mà mọi người mơ ước". Ý chí của hai con người này đã gặp nhau, lúc ấy ông Honda 42 tuổi và ông Fujisawa 38 tuổi.
Con người như ông Fujisawa khi gặp được "Thiên tài phát minh từ Hamamatsu" từng nghe tiếng từ trước đã quyết tâm bán ngay cơ sở cung cấp gỗ để có tiền bắt tay xây dựng sự nghiệp mới.
Tuy chỉ mới gặp nhau lần đầu nhưng hai người thoạt nhìn đã ưng ý về nhau, chỉ năm ba phút sau đã phân công vai trò của mỗi người. Ông Honda lo sản xuất ra sản phẩm, còn ông Fujisawa thì lo toan mọi vấn đề về tài chính kinh doanh. Nhiều năm sau cả hai ông thường nói về nhau: "Mọi việc thành công là nhờ vào cái tôi không có mà ông ấy có".
Nếu nói về tính cách thì hai người rất khác nhau, nhưng cả hai cùng có trực giác nhạy cảm và óc quan sát bẩm sinh rất phong phú, đặc biệt cả hai điều được trời cho khả năng nhận biết giá trị của những người xung quanh. Nhiều nhân viên cấp dưới từng làm việc nhiều năm với hai ông điều nhất trí: "Dường như hai ông đã nhìn thấu mọi điều sâu kín trong tim nên không thể dối trá trước mặt họ được".
Về phần công việc ông Honda chủ trương: "Chuyện về tiền bạc tôi xin hoàn toàn giao phó cho ông, thế nhưng phải sản xuất chế tạo loại xe gì, tôi chẳng muốn ai can thiệp vào vì tôi là nhà kỹ thuật". Còn ông Fujisawa thì: "Nếu ông có suy nghĩ như vậy thì chuyện tiền nong tôi xin đảm nhận. Tuy trước mắt tôi chưa tính ngay được kế hoạch cụ thể, nhưng nếu ông cần loại máy móc gì, hay muốn làm gì thì tôi sẽ kiến nghị biện pháp cụ thể để giải quyết công việc đó thuận lợi và dễ dàng nhất. Tóm lại không nền nhìn quá chi tiết mà phải có tầm nhìn xa hơn, rộng hơn nữa."
- Đúng như vậy, cả hai chúng ta không nên nhìn sự việc như một người cận thị.
- Tôi đã hiểu ý ông rồi, không biết ông có nhận tôi làm hay không?
- Đương nhiên là tôi nhận.
Ông Fujisawa khi hồi tưởng về chuyện gặp ông Honda đã viết: "Tôi không bao giờ can thiệp vào việc của ông Honda và ngược lại ông Honda cũng không nhúng tay vào việc của tôi. Đây là lời hứa của hai chúng tôi. Nhưng khi nghe những ý tưởng của ông ấy, nhất là những dự định trong tương lai, những việc tôi chưa hề nghĩ đến, tôi chỉ nghĩ, có lẽ vai trò của tôi là giúp đặt đường rầy để thực hiện những giấc mơ hoài bão đó và những giấc mơ của ông Honda sẽ trở thành sức mạnh đi tới như gió lốc".
Tháng 10 - 1949, ông Fujisawa tham gia kinh doanh với tư cách Giám đốc thường trực của công ty Honda. Ông Honda tăng vốn công ty lên gấp đôi và ông Fujisawa tham gia 1/4 vốn tăng này. Tháng ba năm sau đó, Công ty Honda bắt đầu mở rộng kinh doanh đến Tokyo, thành lập một văn phòng kinh doanh khiêm tốn tại Yeasu - Tokyo (gần nhà ga Tokyo). Đây chính là bản bộ điều hành của ông Fujisawa.
Năm 1951, sau khi tốt nghiệp đại học và trải qua kinh nghiệm tự kinh doanh trạm xăng ở Shizuoka, ông Kawashima Kihachiro (sau này là Phó Giám đốc) đã tham gia công ty Honda. "Nghe nói có công ty chuyên sản xuất chế tạo xe gắn máy Honda đang cần người tiếp thị kinh doanh và biết công ty này có tiếng, tôi có thể phát triển được sự nghiệp, nên tôi quyết tâm đi đến tận Hamamatsu. Người phỏng vấn tôi lúc đó là ông Honda. Chính con người trông như "sếp già" thô kệch của một xưởng nhỏ trong phố khi mới gặp tôi lần đầu đã không chút ngần ngại thản nhiên khẳng định: 'Công ty này chẳng mấy chốc sẽ trở thành nhà sản xuất xe gắn máy hàng đầu thế giới". Nghe xong tôi hoàn toàn không cảm thấy khó chịu. Không hiểu vì sao, nhưng tôi cảm nhận rõ ông là một người rất ấn tượng. Và ông ấy nói với tôi, nếu muốn làm việc trong lĩnh vực kinh doanh thì phải gặp ông Fujisawa".
Sau đó ông Kawashima đã lên Tokyo và tại đây ông lại gặp thêm một người có tính cách đặc biệt. "Tôi đã gặp ông Fujisawa ở văn phòng kinh doanh nhỏ, tay ông cầm que đập ruồi vì ruồi cứ bay sang từ tiệm cá kế bên. Mới thoạt nhìn thì cảm nhận thấy không thể nào giao phó tương lai của mình cho một nơi thế này được. Tuy nhiên, tôi lại cảm thấy ông ta là người có tầm cỡ, biết nhìn xa trông rộng và tin chắc ông Honda Soichiro sẽ sản xuất ra những sản phẩm hàng đầu thế giới. Ông ấy nói công việc của tôi là làm sao bán được những sản phẩm đó. Và qua câu chuyện tôi hiểu được ngay lý do vì sao ông bị lôi cuốn bởi trình độ kỹ thuật và tư duy của một nhà chế tạo như ông Honda."
Hình thức bên ngoài của công ty như thế nào cũng không bận tâm, chỉ vì bị lôi cuốn bởi ấn tượng của hai nhân vật này, ông Kawashima đã quyết định tham gia vào công ty.
Trên những trang thông tin nội bộ của công ty vào mùa thu 1952, ông Honda đã tuyên bố ý định đầu tư lớn vào trang thiết bị công nghệ để thực hiện mục tiêu đứng đầu thế giới: "Để thực hiện được mọi ý đồ mang tính sáng tạo thì không thể không có trong tay những máy móc tốt nhất. Quan niệm của người xưa "người giỏi cung không cần chọn mủi tên", nhưng quyết tâm lớn nhất của tôi là bằng bất cứ giá nào phải có trong tay những máy tiện cơ khí hàng đầu thế giới. Đứng đầu Nhật Bản và lấy Nhật Bản làm thước đo thì không thực sự có ý nghĩa. Đạt được mục tiêu hàng đầu thế giới thì cũng có nghĩa đứng đầu Nhật Bản."
Tổng số nhân viên công ty lúc đó có hơn 200 người với một số tốt nghiệp đại học. Ông Fujisawa sang nắm vai trò Giám Đốc Điều Hành, ông Honda mặc dù chủ trương: "Phải dùng trí tuệ hơn là dùng tiền", nhưng đối với máy tiện cơ khí ông xem tiền như những "vũ khí" nên quyết chọn những cái tốt nhất. Nếu muốn có những linh kiện hoàn hảo thì không thể thiếu những máy tiện cơ khí tốt nhất. Thời ấy ở Nhật Bản không sản xuất được những máy tiện thật sự đạt tiêu chuẩn.
Mùa xuân cùng năm, công ty mua lại một xưởng cũ ở Shirako Yamato Cho (Saitama). Tại xưởng chuyên sản xuất những linh kiện máy bay này có hàng trăm máy móc thiết bị cũ còn để lại, nhưng theo ông Honda: "Sử dụng những máy móc cổ lỗ sĩ như vậy thì không thể sản xuất những mặt hàng gì tốt được. Nên bán hết đi."
Có thể nói ao ước cháy bỏng của ông Honda là làm sao có được những máy móc thiết bị hiện đại của nước ngoài. Nhưng ngoài việc giá cả rất cao, khi muốn nhập máy nước ngoài vào Nhật Bản phải có giấy phép sự dụng ngoại tệ. Không có máy móc, công ty đã bỏ lỡ một cơ hội rất lớn khi không có khả năng thực hiện những đơn hàng đặc biệt từ yêu cầu của chiến tranh Triều Tiên. Ông Honda đã cắn răng chịu đựng.
Người phụ trách về tiền bạc như ông Fujisawa rất xót xa, và thấu hiểu tâm trạng khao khát khổ sở của ông Honda, nên đã động viên ông Honda nhập máy móc thiết bị: "Thưa Giám Đốc, ông cứ việc mua đi. Ông cứ nhập những máy móc thiết bị gì mà ông cảm thấy cần thiết nhưng ngược lại ông phải đưa vào sử dụng ngay đừng phí phạm ngày nào cả."
Công ty sau tăng vốn đầu tư cộng lại cũng chỉ có 60 triệu Yen và không có tài sản gì khác đáng kể thì việc đầu tư máy móc trang thiết bị lên đến 450 triệu Yen là chuyện quá ư mạo hiểm, liều lĩnh. Nhưng ông Fujisawa hoàn toàn tin cậy ông Honda: "Một người kỹ thuật giỏi như ông Honda mà thấy nếu không có những máy móc thiết bị như thế không làm gì nên chuyện thì phải biết ông ta thèm muốn đến mức nào. Một con người lúc nào cũng tìm cách vượt qua những hạn chế như vậy thì không bao giờ yêu cầu những việc vô nghĩa. Cho nên tôi bỏ tiền ra mua những thứ ấy, chắc chắn không thể là hành động phí phạm được".
(theo lời ông Kawashima Kiyoshi) - "Đây có thể nói là một quyết đoán có tầm nhìn của các nhà kinh doanh như hai ông Honda và Fujisawa. Tình hình khủng hoảng kinh tế vừa chấm đứt, xe gắn máy Dream kiểu E tiêu thụ rất tốt, trong một giai đoạn nhất định công ty vượt qua khó khăn, nhưng chưa thể nói đã bước vào giai đoạn phát triển lớn mạnh. Còn phải đi mua những linh kiện chế tạo từ những máy tiện cơ khí lỗi thời từ trước chiến tranh. Cho nên hai ông quyết định thành lập nhà máy sản xuất riêng của công ty Honda. Và điều trước tiên là phải mua máy móc tranh thiết bị hiện đại. Đây là lý do công ty làm đơn xin vay số tiền ngoại tệ với trị giá 450 triệu Yen".
Vào thời ông Fujisawa tham gia điều hành kinh doanh cũng là giai đoạn có nhiều nhà sản xuất xe gắn máy xuất hiện rất hỗn loạn, nên nhiệm vụ cấp bách của ông là làm sao xây dựng được mạng lưới tiêu thụ sản phẩm. Nếu sử dụng mạng lưới cửa hàng của những nhà sản xuất đã có mặt trước trên thị trường để tiêu thụ hàng thì chỉ có phương thức bán ủy thác, nhưng như vậy lại rơi vào tình trạng tiền thanh toán hoàn toàn phụ thuộc vào điều kiện của đối tác.
Trong lúc ông Fujisawa khổ tâm để tìm phương thức giải quyết thì ông Honda đã tung ra một sản phẩm mới, đó là loại Cup kiểu F, tức là loại xe đạp có gắn động cơ. Trước đó đã có một dòng sản phẩm xe đạp gắn động cơ trên thị trường với thương hiệu "Batabata" có trọng lượng khoảng 14 kg. Nhưng xe do ông Honda nghiên cứu sản xuất chỉ nặng có 7 kg, thiết kế nhỏ gọn, có hình dáng thiết kế mới mẻ. Đây đúng là sản phẩm đại chúng là ông Fujisawa chờ đợi từ lâu và cũng là dịp để ông thi thố tài năng. Vào tháng 3 - 1952 chiếc xe thí nghiệm được chế tạo hoàn chỉnh, chuẩn bị tung ra bán trên thị trường vào tháng 6. Như vậy ông Fujisawa có 3 tháng chuẩn bị cho một ý tưởng táo bạo "Phải biến không thành có". Trong suy nghĩ của ông Fujisawa điểm mấu chốt là hệ thống bán xe đạp trên toàn đất Nhật. Lúc này số đại lý bán xe chỉ vỏn vẹn 20 trên tổng số gần 300 đại lý bán xe gắn máy trên toàn quốc. Trong khi đó sổ cửa hàng bán xe đạp lên đến 55.000 điểm, từng cửa hàng có thể là quy mô nhỏ, nhưng kết hợp lại là một mạng lưới rất lớn. Đấy chính là xuất phát điểm của tư duy chiến lược về mạng hệ thống. Ông Fujisawa chọn chiến thuật tiếp cận bằng cách gửi email trực tiếp và chính ông là người soạn thảo nội dung thư: "Trong chiến tranh Nhật - Nga, chính cha anh quý vị đã có quyết định rất dũng cảm là nhập khẩu xe đạp để kinh doanh. Chính quyết định đó khiến ngày nay quý vị có cơ sở kinh doanh mua bán. Hiện nay khách hàng đang có nhu cầu xe máy gắn động cơ và công ty Honda chúng tôi sản xuất loại động cơ đó, nếu quan tâm xin quý vị hãy liên lạc với chúng tôi". Kết quả là có tới 30.000 thư trả lời "có qua tâm". Khi hồi tưởng lại, ông Kawashima viết: "Phản ứng của thị trường không thể ngờ được, chúng tôi nhận được 5000 đơn đặt hàng ngay ngày hôm sau và tiếp tục tăng dần". Và nói về ông Fujisawa: "Đây là một con người dũng cảm dám hành động và biết đánh cuôc với thời vận dựa trên sự tính toán kỹ lưỡng". Sau chiến tranh thị trường chủ yếu vẫn dựa vào quân đội, nhưng ông Fujisawa lại dự kiến một thời kỳ mới, thời kỳ doanh nghiệp muốn phát triển phải dựa vào thị trường đại chúng là nguồn tiêu thụ chính.
Năm 1954, ông Honda tuyên bố sẽ tham gia vào vòng đua TT, nhưng sau lời phát biểu hùng hồn như vậy lại là tình hình kinh doanh đang gặp nhiều khó khăn chưa từng có từ khi thành lập công ty. Nhờ công của ông Fujisawa với tất cả tài năng của mình đã giúp công ty vượt qua giai đoạn khó khăn này.
Tháng 7 – 1953, chiến tranh Triều Tiên kết thúc, đơn đặt hàng theo yêu cầu đặc biệt của quân đội Mỹ không còn, từ mùa thu năm 1952 tình hình kinh tế nói chung chuyển biến xấu đi rất nhanh và đến đầu năm 1953 bước vào giai đoạn khủng hoảng toàn diện. Cuộc khủng hoảng Chiêu Hòa 29 (1954) không chỉ ảnh hưởng đến các doanh nghiệp vừa và nhỏ mà còn lan rộng đến các xí nghiệp lớn nổi tiếng như hãng thép Amagasaki Seiko, hãng Nichihira Sangyo phải phá sản. Có thể xem đây là giai đoạn tái sắp xếp nền công nghiệp Nhật theo kiểu "cá lớn nuốt cá bé" chuẩn bị mở đường cho phát triển kinh tế cao độ và toàn diện tiếp theo. Tương lai của các doanh nghiệp phụ thuộc vào khả năng sống còn, vượt qua giai đoạn thử thách này.
Công ty Honda công bố tham gia thị trường chứng khoán phi tập trung ở mức đại lý vào ngay tháng Giêng đầu năm, với doanh số quyết toán vào tháng 2 tăng gấp 3 lần năm trước. Thị trường rất quan tâm đến việc công ty đầu tư đến 450 triệu Yen để nhập khẩu máy móc cơ khí, trong khi đó vốn của toàn bộ công ty chỉ có 60 triệu yên.
Tuyên bố "tham gia cuộc đua ở đảo Man" ngày 20 tháng 3 để chứng tỏ mọi việc thuận buồm xuôi gió đới với cả bên ngoài và bên trong công ty. "Giấc mơ của tôi từ thời thơ ấu là làm sao trở thành nhà vô địch trong cuộc đua xe mô tô thế giới bằng xe do chính tay mình chế tạo...Đây là thời điểm tốt đang đến với chúng ta và chúng ta có thể hoàn toàn tự tin vào cơ sở sản xuất của mình. Cho nên tôi xin bày tỏ quyết  tâm lớn của chúng ta là tham gia cuộc đua TT vào năm tới... chúng ta phải cho thế giới thấy giá trị thật sự của nền công nghiệp cơ khí Nhật Bản. Sứ mệnh của công ty Honda chúng ta là phải giơ cao ngọn cờ đầu của nền công nghiệp Nhật Bản. Với quyết tâm tham gia cuộc đua TT này, chúng ta càng tuyên thệ sẽ nỗ lực cống hiến tâm lực, trí lực với nhiều sáng tạo để giành được thắng lợi hoàn toàn".
Ông Fujisawa đã viết "tuyên bố" đầy nhiệt huyết và thách thức này để thể hiện cái tầm của ông Honda và cũng dựa vào nhận thức cạnh: "Cạnh tranh về sản phẩm tuy chưa đủ sức nhưng có khả năng thi đấu trong vòng đua ô tô thế giới". Thế nhưng ngay sau khi "tuyên bố" này ra đời, công việc kinh doanh của công ty phải đối đầu với muôn ngàn khó khăn chưa từng có.
Trước tiên, sản phẩm mới xe Scooter – Junoo không tiêu thụ được. Thiết kế động cơ có vỏ bao ngoài bằng plastic tuy có ấn tượng nhưng dễ bị nóng, đứng máy. Xe hiệu Cub kiểu F là túi tiền ngoại tệ của công ty bỗng không bán chạy như xưa. Nguyên nhân là có 1 nhà sản xuất mới tung ra thị trường một kiểu xe có  động cơ gắn gọn vào phần tam giác khung xe đạp và được ưa chuộng.
Sản phẩm chủ lực của công ty là xe hiệu Dream, sau khi tăng phân khối, động cơ lại có nhiều sự cố chưa tìm được nguyên nhân nên khách hàng khiếu nại. Tất cả mọi sản phẩm chủ lực của công ty cùng một thời điểm điều có vấn đề.
Ông Honda phải ngưng lại chuyến đi Mỹ vào tháng 4, dốc toàn lực làm việc ngày đêm để tìm nguyên nhân xử lý các sự cố của động cơ xe. Xe Dream xuất hàng la liệt tại kho chờ xuất hàng, phần tồn kho vì đơn hàng bị từ chối chất chồng như núi.
Trong hồi tưởng của ông Hiro Koshinoboru – nhân viên tham gia dây chuyền lắp ráp tại nhà máy Saitama: "Có một ngày, toàn thể nhân viên được tập họp lại và chúng tôi thấy cả hai ông Honda và Fujisawa đứng cạnh nhau. Ông Honda mặc bộ đồng phục trắng có nhiều vết bẩn và nếp nhăn, mắt đỏ ngầu.  Sau khi ông Fujisawa nói về tình trạng khẩn cấp của công ty, thì "Sếp già" bắt đầu nói, không còn những chuyện đùa như trước, ông cũng không đề cập gì đến chuyện phải lấy thế giới làm mục tiêu thách thức mà tập trung giải thích nguyên nhân sự cố là do thiết kế của bộ phận lọc không khí carborator có vấn đề và vị trí của bộ phận này gây ra tình trạng nghẹt xăng, làm ngưng máy. "Sếp già" sau khi đưa ra phương án giải quyết, nói đi nói lại lời xin lỗi với toàn thể công ty và xin chịu trách nhiệm về mọi sự cố gây ra. Bỗng dưng tôi nhói cả tim và không cầm được nước mắt".
Ông Honda đã giải quyết xong phần kỹ thuật, đến phiên ông Fujisawa giải quyết những vấn đề còn lại.
-          Xin giám đốc hãy thu xếp đi Châu Âu.
-          Có vấn đề gì hay sao?
-          Không hẳn như thế, nhưng bây giờ Giám đốc vắng mặt thì thuận tiện hơn. Tốt nhất nên đi Châu Âu để nghiên cứu thị trường. Những vấn đề ở đây tôi sẽ giải quyết.
Qua trao đổi như vậy, ông Fujisawa đã tạo điều kiện cho ông Honda đi xem thực tế tình hình vòng đua TT tại Châu Âu vào tháng 6 năm ấy, muộn hơn dự định 2 tháng.
Vấn đề cấp bách hiện nay là giải quyết tiền vốn của công ty. Hàng tồn kho ứ đọng, chi phí thanh toán tăng cao, vòng quay vốn ngày càng xấu đi.
Trong giai đoạn khó khăn này, công ty Honda không sản xuất được thiết bị máy móc bằng chính kỹ thuật của mình. Nói là công ty có nhà máy nhưng không đúng nghĩa là nhà máy sản xuất mà chỉ là xưởng lắp ráp. Hầu hết linh kiện là do các nhà sản xuất linh kiện giao tới và ở đây lắp ráp lại thành xe gắn máy.
"Đến hộp số công ty cũng không sản xuất được tại xưởng có chăng chỉ là dây chuyền lắp ráp và thổi sơn, ngay cả việc hàn cũng phải đặt nơi khác." (theo ông Kawashima Kiyoshi).
Trong điều kiện như vậy thì đương nhiên điều kiện thanh toán cho các nhà sản xuất linh kiện luôn là một gánh nặng.
Ông Fujisawa bắt đầu đương đầu với thử thách này, ngày 26-5 ông mời tất cả các nhà sản xuất linh kiện và yêu cầu cho khất lại 1 phần nợ phải thanh toán. Ông không hề dấu diếm tình hình khó khăn của công ty hiện này mà giải thích tường tận: "hiện nay công ty không có khả năng thanh toán đầy đủ nhưng chúng tôi sẽ thanh toán 30% tổng số tiền đặt hàng từ trước đến nay và sắp tới nhưng không phải bằng ngân phiếu, xin quý vị hiểu cho và kiên nhẫn ủng hộ công ty chúng tôi".
Sau đó, trong hồi tưởng của mình, ông Fujisawa viết: "Lúc đó nếu sử dụng phiếu thanh toán ngân hàng thì rất nguy hiểm. Nói cứng như thế, nhưng nếu họ không chấp nhận yêu cầu của chúng tôi thì công ty không còn tiền để mua linh kiện tiếp tục sản xuất, tôi vừa nói vừa nuốt nước bọt, trong lòng cầu mong họ chấp nhận đề nghị của mình, khi được họ chấp nhận tôi thấy nhẹ cả người, toàn thân như không còn chút sức lực gì nữa".
Trong tình thế đó, nếu sử dụng phiếu thanh toán ngân hàng mà không có tiền thanh toán thì công ty Honda chắc có lẽ phải phá sản. Có hai, ba nhà sản xuất không đồng ý, nhưng còn lại điều chấp nhận đề nghị của ông Fujisawa "Thanh toán bằng tiền mặt nhưng đặc biệt hạ giá".
Mặt khác, ông Fujisawa phải tận dụng sử ủng hộ của ngân hàng Mitsubishi và lần đầu tiên vay tiền ngân hàng. Ông nhận thức, cần phải tăng cường mối quan hệ với ngân hàng tài chính, vay tiền để bù vào những khoản thiếu hụt trong quay vòng vốn. 
"Đối với ngân hàng tôi không có việc vì phải dấu diếm, tôi đã trình bày mọi việc kể cả những khó khăn. Vì một khi họ hiểu rõ vấn đề, ngân hàng mới có khả năng phán đoán chính xác được". (Theo lời ông Fujisawa).
Ông giám đốc chi nhánh Kyobashi của ngân hàng Miitsubishi đã báo cáo lên cấp trên tường tận tình hình khó khăn và triển vọng của công ty Honda và nhận được sự ủng hộ hoàn toàn của ngân hàng. 
Cùng lúc đó, ông Honda đặt chân lên đảo Man (Anh Quốc) bắt đầu tham quan vòng đua TT. Trong thư gửi qua đường hàng không cho ông Fujisawa, ông Honda viết: "Ngày 14-6 lần đầu tiên tôi tận mắt thấy cuộc đua quá sức tưởng tượng, phải nói là tôi đã học hỏi được nhiều việc nhưng cũng có thêm tự tin. Việc công ty có nhiều khó khăn tôi biết ông cũng khổ tâm, nhưng chúc ông mọi việc tốt đẹp, vượt qua tất cả".
Cuối tháng 7, sau khi tham quan học hỏi tất cả các nhà sản xuất xe máy của Anh, Pháp, Ý, Đức và mua rất nhiều linh kiện về nước. Ông Fujisawa đón ông Honda ở sân bay với nét mặt tươi cười thông báo cho ông Honda biết mọi vấn đề về thiếu hụt vốn đã được ông giải quyết.
Vượt qua cửa ải về "Vốn" và "Sản Phẩm" thì công ty lại gặp ngay vấn đề "Nhân sự" - con người. 
Vấn đề tranh chấp lao động tuy đã vượt qua khủng hoảng, nhưng vẫn còn rất sôi động. Vào thời đó, các doanh nghiệp Nhật Bản thường mất nhiều tâm trí vào việc quản lý nguồn lao động. Tại công ty mới thành lập như Honda, năm trước vừa thành lập công đoàn thì cuối năm công đoàn đưa ra yêu cầu tiền trợ cấp ăn tết là 25.000 Yen/người. 
Ông Fujisawa đáp ứng yêu cầu đó với mức đồng điều cho mỗi nhân viên là 5.000 Yen. Ban Chấp hành Công Đoàn phản ứng mạnh mẽ và yêu cầu tổ chức Hội nghị để chất vấn ban giám đốc công ty. Ông Fujisawa đề nghị Hội nghị toàn thể nhân viên nhà máy chủ lực Saitama chứ không làm việc riêng với Ban Chấp hành Công Đoàn. Đề nghị này được chấp thuận. 
"Tại sao lại đề nghị như vậy? Vì tôi muốn giải thích trước toàn thể nhân viên và nếu mọi người đồng ý với suy nghĩ của tôi thì làm nhẹ đi trách nhiệm cho Ban Chấp Hành Công Đoàn. (Theo lời ông Fujisawa).
Sở dỹ ông đưa ra mức trợ cấp thấp như thế là vì còn đang lo đối phó với phản ứng của các nhà cung cấp linh kiện và chủ trương không làm việc riêng với Ban Chấp Hành Công Đoàn là tránh phân hóa trong nội bộ công đoàn và sự can thiệp của các tổ chức bên ngoài. Tất cả điều được ông Fujisawa suy tính cẩn thận. Ông Fujisawa một mình đến nhà máy Saitawa, đứng trước 1.800 đoàn viên công đoàn trong gió lạnh cuối năm và vị Chủ Tịch Công Đoàn bắt đầu chất vấn:
- Ông nghĩ như thế nào về mức trợ cấp 5.000 Yen mà công ty đưa ra. 
- Đây là mức trợ cấp quá thấp, không xứng đáng. Tuy nhiên, nếu công ty cố gắng thêm một ít và phá sản thì lúc đó các bạn lại chất vấn tại sao tôi lại thiếu trách nhiệm của một người làm phụ trách kinh doanh. Tôi hi vọng vào tháng 3 sang năm, khi xe bán chạy hơn lúc đó chúng ta sẽ gặp nhau và bàn tiếp về mức trợ cấp này. 
Sau khi nghe trả lời xong, có nhiều đoàn viên vỗ tay và dần lan ra khắp hội trường. 
Vị chủ tịch công đoàn kết luận: "Hội nghị đến dây tạm kết thúc".
Năm 1954, công ty Honda lần đầu tiên đối mặt với nguy cơ trong kinh doanh, nhiều nhà sản xuất xe gắn máy lần lượt phá sản, riêng công ty Honda có nhà mưu trí như ông Fujisawa biết vận dụng tối đa tính cách đặc biệt của ông Honda Soichiro: "Người đàn ông theo đuổi những giấc mơ" đã vượt qua mọi nguy cơ. 
Ông Fujisawa luôn nhấn mạnh tính hấp dẫn của lời "Tuyên Bố" để thuyết phục các nhà sản xuất linh kiện, các đối tác và các nhà đại lý: "Hãy đầu tư vào tương lai của công ty Honda". Trong lúc nguy cơ cấp bách ông lại tạo điều kiện cho ông Honda đi thị sát Châu Âu để giải quyết tâm lý bất an về giao dịch tài chính. Việc tiếp tục tham dự vòng đua cho thấy xu thế hướng về phía trước của lãnh đạo công ty và khơi dậy lòng trung thành của nhân viên: "làm mọi việc cho "Sếp già" mãn nguyện".
Ngoài việc vận dụng khéo léo nhiều phương pháp khéo léo để phát huy cái tâm, ông Fujisawa còn lặng lẽ tập trung cải cách trên cơ sở hợp lý mọi vấn đề của công ty, như cập nhật chế độ lương bổng qua học tập những kinh nghiệm của các chuyên gia ở Viện Nhân Sự hoặc tổ chức hợp lý hóa hệ thống quản lý sản xuất tại nhà máy. 
Tuy công ty đã tham gia thị trường chứng khoán nhưng vẫn chưa thoát khỏi những quan hệ theo kiểu "Chủ"- "Tớ" phong kiến trong nhà máy. Thách thức của năm 1954 là cơ hội lột xác để trở thành nhà máy của xã hội cận đại và ông Fujisawa như một nhà sáng lập thứ 2 với tất cả tài trí của mình đã thực hiện thành công. 
Sau thời kỳ khủng hoảng này, tình hình kinh tế từ mùa thu 1955 có vẻ thuận lợi hơn, và được gọi là thời kỳ hưng thịnh Thần Võ (Shinbu). Ngành ô tô cho ra đời nhiều dòng xe mới, những sáng kiến phát minh mới thúc đẩy một làn sóng đầu tư trong mọi ngành công nghiệp tạo môi trường thuận lợi để phát triển kinh tế. Đây là thời kỳ mở màn giai đoạn phát triên cao độ của kinh tế Nhật Bản.
Sau khi vượt qua những khó khăn của 1954, ông Fujisawa thuê một phòng trong tòa nhà Echigoya (Ginza) cách xa văn phòng chính của công ty để có thế giới riêng. Ông cho sơn đen tất cả các vách tường xung quanh. Còn ông Honda hàng ngày quanh quẩn ở nhà máy Shirako (Saitama) để nghiên cứu sản xuất loại động cơ thực hiện được mục đích tham dự cuộc đua ở đảo Man. Cả hai người sáng lập điều rời khỏi văn phòng chính ở Yeasu (Tokyo) thực hiện chế độ phân công trách nhiệm. Từ ngày đó, cả hai cho đến ngày từ nhiệm chỉ gặp nhau tại nhà hàng mỗi năm vài lần, quyết tâm sống và làm việc theo phong cách riêng của mỗi người. 
Trong văn phòng riêng biệt của mình tại Ginza, ông Fujisawa thường một mình tư duy để tìm ra những điều kiện tất yếu để công ty Honda, xuất thân từ một nhà xưởng trong khu phố, có thể trở thành một nhà máy lớn tầm cỡ. Ông thu thập báo cáo hàng năm trên thị trường chứng khoán về các công ty nổi bật để phân tích chính sách kinh doanh của các công ty này với tư cách là một người kinh doanh thực tiễn chứ không phải dưới cái nhìn lý thuyết như các học giả hay chuyên viên phân tích kinh doanh. 
Khi cảm thấy mệt mỏi, ông thường tản bộ xung quanh Ginza, rồi trở lại văn phòng, vùi đầu vào đọc hồi ký của Churchill hay De Gualle trong Thế Chiến II. Với tư cách là một nhà kinh doanh, ông học hỏi được nhiều điều từ hai nhà lãnh đạo này về cách làm sao đối mặt và giải quyết các nguy cơ trước mắt. 
Lý do ông rút vào thế giới riêng như vậy là nhờ gợi ý của ông Kawahara Fukuro - Phó Chủ tịch Ngân hàng Mitsubishi (sau này là thanh tra của công ty Honda): "Cậu nên xây dựng một "trà thất", không có cả điện thoại và tách hẳn khỏi thế giới bên ngoài, sống thử xem sao. Tất cả những người mà tôi tôn kính, từ xưa điều sống như thế, và chính cái đó về mặt sự nghiệp đã cống hiến rất nhiều cho tập đoàn Mitsubishi".
Tuy ông Fujisawa trả lời: "Tôi chưa bao giờ học trà đạo mà cũng chẳng có ý định như thế", nhưng ông đã xây dựng "trà thất" theo một ý nghĩa khác đi, tức là nơi ông có thể tập thiền định trong một phòng riêng, có khoảng cách nhất định với văn phòng công ty, nhưng sau đó ông mới nhận ra lợi ích của đứng từ xa quan sát hệ thống tổ chức công ty như vậy.
Những năm sau, khi xây dựng nhà mới của mình ở Ropponggi (Tokyo) ông đã làm "trà thất" riêng cho mình.
Ông Fujisawa thường quan niệm, tổ chức xí nghiệp hay sự nghiệp kinh doanh là một nghệ thuật. Ông cho rằng tinh thần tự do hay tính sáng tạo được tôi luyện bắt nguồn từ cảm xúc thật của cuộc sống. 
Người ta đồn đoán rằng: "Hình như giữ ông Honda và ông Fujisawa có gì đó không hay?" Nhưng thử hỏi những nhà lãnh đạo có cần thiết lúc nào cũng bên cạnh nhau?. Cả năm lúc nào cũng bên nhau mà tư tưởng không hoàn toàn thống nhất với nhau thì cũng chẳng ích lợi gì. Nếu ta đã có "một sợi chỉ đỏ" xuyên suốt thì dù có hành động riêng biệt cũng tốt thôi.
"Vì là người thích âm nhạc nên tôi thường lấy ví dụ từ âm nhạc. Cho đến thế kỷ 19, dàn nhạc giao hưởng có nhiều nhóm khác nhau, ví dụ nhóm vỹ cầm, nhóm hồ cầm... nhưng vẫn tạo được những hòa âm tuyệt vời. Và hiện nay, các nhóm lại chơi các nhạc khúc khác nhau ở xa ban đầu mới nghe tưởng như rất rời rạc, nhưng nghe kỹ sẽ nhận ra một thế giới âm nhạc tuyệt vời. Tôi thiết nghĩ, hoạt động của những nhà lãnh đạo kinh doanh những ngành công nghiệp cận đại cũng giống như âm nhạc nữa sau thế kỷ 20, không nhất thiết lúc nào cũng cần gắn liền trong một nhóm. Người lãnh đạo phải có dũng khí hành động theo chính tư duy của mình trong từng lĩnh vực chuyên môn riêng biệt. Phải tạo một thế giới kinh doanh trong đó quy tụ mọi riêng biệt đó. (Trích từ quyển sách: Tự tay thắp sáng lối đi cho mình). 
Bản thân ông Fujisawa không quan tâm đến những thứ tiêu khiển như đánh Golf hoặc lái xe, bằng lái xe ông thường dùng để gài giày, nhưng ông lại rất say mê nghệ thuật. Nói về âm nhạc, ông hiểu biết rất sâu sắc cả âm nhạc Tây Phương lẫn âm nhạc truyền thống Nhật Bản. Có thể nói ông là bậc thầy của loại hình âm nhạc Tokiwazu và cũng ưa chuộng nhạc của Richard Wagner, ông đã từng đi đến Đức và đến tận nơi sinh của Wagner. 
Về công nghệ, trang sức, mỹ thuật, ông nhận biết được ngay giá trị của từng tác phẩm. Ông chủ trương, chính những cơ hội tiếp xúc với các tác phẩm xuất sắc sẽ tạo cho ta những cảm xúc ngày càng tôi luyện, kích thích tính sáng tạo trong kinh doanh. 
Trên nền tảng của những tư duy như vậy, ông xây dựng nên một hệ thống kinh doanh rất riêng biệt, góp phần thúc đẩy công ty Honda phát triển.
Hai nhà lãnh đạo, mỗi người có một cách sống khác nhau và ít gặp gỡ nhau nhưng họ có chung một mục tiêu. Kiểu xe Super Cub nổi tiếng toàn cầu chính là sản phẩm sinh ra từ sự phối hợp tuyệt vời giữa 2 tính cách khác biệt này. 
Nhớ kiểu xe này được ưa chuộng trên toàn cầu, nên hãng Honda mới trở thành hãng sản xuất xe hàng đầu thế giới. Cuộc cách mạng kỹ thuật này có thể nói là sự tích lũy mọi kinh nghiệm có từ trước đến nay kết hợp với tư tưởng kỹ thuật của ông Honda. 
Vào cuối năm 1956, hai ông Honda và Fujisawa có dịp cùng đi khảo sát thị trường ở Đức và Ý. Trên những chuyến bay, ông Fujisawa liên tục rót vào tai ông Honda những suy nghĩ và ý tưởng của mình: "Này ông, nói gì đi nữa thì cũng phải sản xuất xe 50cc thôi. Thời đại xe đạp gắn động cơ như xe Cub sắp chấm dứt rồi, chắc ông phải tính đến việc sản xuất xe gắn máy trọn bộ".
Ở Nhật Bản bắt đầu xuất hiện loại xe gắn máy có gắn hai bàn đạp có tên là Mobylette thay cho xe đạp gắn động cơ. Đây là điểm xuất phát cho sản phẩm phục vụ sinh hoạt có tính đại chúng. Ông Fujisawa đã suy nghĩ đến lúc xây dựng hệ thống sản xuất dây chuyền quy mô lớn dựa trên dự báo nhu cầu của thị trường và rất cần sản phẩm cụ thể cho thời đại này. 
"Sản xuất xe 50cc để làm gì chứ?", từ trước đến nay ông Honda chỉ quan tâm và tập trung vào động cơ có mã lực và tốc đô cao. Cả hai ông đi xuyên Châu Âu, vòng sang hướng Nam, dừng lại ở nhiều ga mất tất cả 72 giờ, mỗi khi thức giấc là ông Fujisawa lại rót vào tai ông Honda câu chuyện về xe 50cc. Tuy biết ông Honda khó chịu nhưng ông vẫn kiên trì: "Không có loại xe này coi như ta thua cuộc, tôi nghĩ không có loại xe này thì công ty Honda cũng chẳng có tương lai".
Tại Đức hai ông dành thời gian đi xem xe gắn máy, không biết có phải vì nghe ông Fujisawa nói mãi mà nhập tâm, đến đâu có xe gắn máy là ông Honda hỏi ngay:
- "Sao, ông thấy xe này thế nào?'
- "Không được."
- "Còn như xe này?"
- "Xe như thế này thì cũng chẳng tác dụng gì."
- "Như vậy là không có loại xe nào vừa ý ông cả!"
- "Vì chưa có nên tôi mới nhờ ông sản xuất chứ."
Trong đầu ông Honda luôn bị thôi thúc bởi bản năng tư duy sáng tạo của một nhà kỹ thuật trước những đề tài đầy thách thức của ông Fujisawa. Khi trở về Nhật Bản ông đã có sẵn một hình ảnh tổng quát về việc cần phải làm và mở ngay một cuộc họp Ban Giám đốc tuyên bố kế hoạch nghiên cứu sản xuất sản phẩm mới của hai ông. 
Yêu cầu đặt hàng của ông Fujisawa với ông Honda là: "Làm sao nghiên cứu chế tạo loại xe gắn máy mà các bà vợ cũng đồng ý để chồng mua".
Từ trước đến nay, xe gắn máy thường đệ lộ động cơ ra bên ngoài, hình dáng nặng nề khó gần nên phụ nữ không thích sử dụng vì thấy sợ. Thế nhưng xe máy lần này có thiết kín và khéo léo đúng như yêu cầu của ông Fujisawa. Hiện nay, "ba món quà trời cho là, máy giặt, máy hút bụi, tủ lạnh, đang được sử dụng phổ biến. Đây cũng chính là thời đại các bà vợ nắm quyền chi tiêu trong gia đình, nên xe máy cũng thế, phải là sản phẩm mà: "Phụ nữ cũng có thể sử dụng dễ dàng như các thiết bị điện trong nhà". Tấm vách chắn phía trước cũng như bình acquy được làm bằng chất dẻo nên có hình dáng nhẹ nhành thân thiện. 
Theo lời kể lại của ông Kawashima Kihachiro - phụ trách kinh doanh: "Điều đáng nói nhất là ông Fujisawa đưa ra được trước giá của sản phẩm mà thị trường có thể chấp nhận cho ông Honda biết để thực hiện nghiên cứu sản xuất đời xe Super Cub. Ông Honda dựa vào đó chỉ đạo nghiên cứu kỹ thuật". Tuy nhiên, trong quá trình nghiên cứu những người làm kỹ thuật có lương tâm không thể làm kém chất lượng mà luôn điều chỉnh để sản phẩm hoàn hảo hơn dẫn đến chi phí giá thành tăng cao. Dù vậy, ông Fujisawa xác định rõ đây là giá thị trường có thể chấp nhận được, không cần biết phí tổn sản xuất như thế nào với giá bán chỉ có 55.000 Yen, thật đáng giật mình. Với giá này, nếu mỗi tháng chỉ bán được 1000 chiếc thì không thể thu hồi được chi phí. Nhưng nếu 1 tháng bán được 30.000 chiếc (như ông Fujisawa dự đoán) thì chắc chắn có lãi. Trên cơ sở đó, ông định luôn giá bán lẻ, và yêu cầu bộ phận nghiên cứu sản xuất phải làm sao đạt yêu cầu kinh doanh như thế. Và cũng phải nể ông Honda, trong hoành cảnh như vậy mà ông chấp nhận thách thức".
Chiếc Super Cub được có mặt trên thị trường vào mùa hè 1958, mất 1 năm 8 tháng kể từ khi bắt tay vào sự nghiệp này. Đây là một giai đoạn nghiên cứu sản xuất đặc biệt, mất nhiều thời gian nhất của hãng Honda. 
Để tiêu thụ sản phẩm, ông Fujisawa lại sử dụng phương pháp gửi thư trực tiếp. Ngoài các đối tượng như trước như cửa hàng bán xe gắn máy, xe đạp, ông còn tìm cách tiếp cận với các ngành nghề khác không liên quan gì lắm như cửa hàng đồ gỗ, nhà máy sản xuất hồ hộp.... Suy nghĩ của ông là phải nhờ những người có gốc gác tại địa phương bán sản phẩm, vì đây là ngành kinh doanh cần có dịch vu sửa chữa đi kèm. Đối với công ty đây cũng là cơ hội xây dựng và củng cố thêm mạng lưới tiêu thụ sản phẩm. 
Ông chọn được 600 đại lý từ 3.500 thư hồi âm nhận được. Cùng với mạng lưới tiêu thụ trên toàn quốc đến nay đã có 1.500 cửa hàng. Ông lên kế hoạch bán 30.000 xe máy/tháng. 
Về công tác tuyên truyền quảng cáo cũng chính do ông Fujisawa trực tiếp chỉ đạo. Ông chọn phương thức quảng cáo Tease - tức phương thức quảng cáo giới thiệu từng đặc điểm trước khi sản phẩm được tung ra thị trường tạo sự quan tâm chú ý và cả quảng cáo diện rộng trên báo chí. Nghĩa là phối hợp giữa 2 mặt, kinh tế và đại trà. 
"Nói đến lĩnh vực tuyên truyền quảng cáo thì đây là "vùng cấm", chúng tôi không hề can thiệp góp ý, một mình ông Fujisawa làm tất cả". (Ông Kawashima).
Vào thời kỳ ấy, ông Fujisawa tập hợp một số người trẻ để xây dựng ban cố vấn gồm nhiều chuyên môn khác nhau như, thiết kế mẫu, nhà soạn nhạc, cho đến chuyên viên chứng khoán... Từ những dịp tiệc tùng, ông nắm bắt được những gợi ý cho cụm từ quảng cáo ăn khách của mình. Ví dụ như câu: "Chủ quán mỳ cũng phấn khởi" đi kèm hình ảnh một ông chủ đứng trước quán mỳ của mình, trên tay cầm những hộp mỳ chuẩn bị đi giao khách, tay còn lại tầm tay lái Super Cub. 
Ông Honda chủ trương nghiên cứu sản xuất: "Xe gắn máy có thể điều khiển 1 tay để anh chủ quán mỳ cũng có thể sử dụng được" và đã áp dụng loại động cơ tự động không cần dùng tay bóp sang số. "Theo ý ông giám đốc, xe Super Cub này dùng để phục vụ cho các quán mỳ" vì thế đây cũng là đề tài chính cho các nội dung quảng cáo. Hiệu quả của quảng cáo thấy rõ qua con số đặt hàng của các quán mỳ tăng dần và hình ảnh người lái xe Super Cub tay cầm hộp mỳ đi giao hàng cho khách trở nên quen thuộc trên toàn nước Nhật".
Số lượng xe sản xuất tăng theo chiều thẳng mủi tên. Đến năm 1960, khi dời về nhà máy sản xuất mới, con số sản xuất hàng tháng tăng đến 25.000 chiếc. Xe Super Cub là kết tinh từ ý tưởng đầu tiên của ông Fujisawa và tài năng chế tạo kỹ thuật đỉnh cao của ông Honda. Tiếp tục nhiều thập kỷ sau, chiếc xe không cần thay đổi thiết kế và vẫn tiếp tục sản xuất. Tính đến 3 - 2001, tổng số xe đã sản xuất được là 28.950.000 chiếc.
Ông Fujisawa khi quan sát và phân tích kỹ phong thái hoạt động của ông Honda đã có suy nghĩ: "Hãng Honda từ trước đến nay phát triển được là nhờ tài năng kỹ thuật của ông Honda đã phác họa ra được những bản vẽ thiết kế ưu việt. Nhưng không thể vĩnh viễn trông cậy vào năng lực thiên tài của một con người được, thay vào đó phải xây dựng một đội ngũ chuyên viên kỹ thuật và phát triển năng lực của đội ngũ này là rất cần thiết".
Tháng 7 - 1960 công ty Nghiên cứu Kỹ thuật Honda Giken được tách riêng độc lập với công ty Honda. Trong bài phát biểu chào mừng quan khách, ông Honda nói: "... Đất nước Nhật Bản của chúng ta phát triển là nhờ vào sức mạnh trí tuệ để bày tỏ quyết tâm lấy thế giới làm mục tiêu thách thức, xây dựng khả năng cạnh tranh. Cho đến nay, trong giới sản xuất ô tô, việc tách riêng bộ phận nghiên cứu sản xuất thành công ty độc lập như vậy chỉ có Honda thực hiện..."
Ông Fujisawa bắt đầu có ý tưởng và tự mình thúc đẩy phát triển. Trong giai đoạn đầu tiên ông thành lập chế độ đãi ngộ nhân viên, tăng cấp bậc cho các cán bộ kỹ thuật để họ khôn bị thiệt thòi. Giai đoạn hai là tách bộ phận nghiên cứu hoạt động độc lập. Để xây dựng môi trường phát huy tác dụng của những nghiên cứu thì không thể tiếp tục hình thái tổ chức kim tự tháp được. Chỉ còn hình thái hoạt động độc lập mà thôi. 
Ông Fujisawa thường nhắc nhở: "Công việc quan trọng nhất của người sáng lập là xây dựng nền tảng kinh doanh cho thế hệ kế thừa".
Lý do ông Fujisawa cho tách phòng nghiên cứu độc lập vì ông muốn xây dựng một cơ cấu tổ chức phát huy cao nhất năng lực của đội ngũ chuyên viên kỹ thuật, thay thế cho cơ chế chỉ dựa vào một thiên tài như ông Honda Soichiro. Đồng thời ông cũng nhận thức phải đào tạo một lớp người kinh doanh chuyên nghiệp thay cho mình. 
Có một ngày nọ, ông Fujisawa cho mời các giám đốc bộ phận đến văn phòng chính của công ty Yeasu và tuyên bố: "Từ nay quý vị không còn phụ trách các bộ phận nữa" và chỉ thị tất cả vào làm việc tại văn phòng lớn của Ban Giám đốc. 
- Công việc hàng ngày của chúng tôi rất bề bộn, không biết đến đây để làm gì?
- Từ trước đến nay chúng tôi luôn làm việc ở nhà máy, cho nên bây giờ đến văn phòng chính cũng chẳng được gì.
Các vi này gọi ông Fujisawa là "bác"nhưng phải mất ba, đến bốn tháng sau họ mới hiểu rõ ý đồ này của ông. 
- "Suy nghĩ kỹ lại mới thấy chúng tôi chỉ cặm cụi làm các công việc chuyên môn và không biết gì về công việc của ban giám đốc. Cho nên ông Fujisawa quyết tâm làm sao cho chúng tôi cảm nhận được vị trí công việc của chính mình trong ban giám đốc" (ông Nishida Michihiro - Phó giám đốc công ty Honda)
Ông Fujisawa đưa ra đề tài: "Các ông thử nghĩ nếu mình ở trong ban giám đốc thì cần phải làm những việc gì?"
- Hàng ngày chúng tôi thảo luận rất sôi nổi về các đề tài như vậy, trong đầu lúc nào cũng miên man tìm những lời giải rồi lại cùng nhau đi đến những quán ăn truyền thống Nhật Bản trong khu phố Ginza gần đó. 
- "Trong giai đoạn đầu mới gặp nhau, ông Honda và Fujisawa thường xuyên làm việc với nhau như hình với bóng, cùng thảo luận chia sẻ đủ đề tài. Có thể nói 7 năm sau khi thành lập, công ty Honda mới định hướng được ý niệm kinh doanh của mình. Tuy hình thức có khác xưa nhưng chúng tôi đã thảo luận và chia sẻ những suy nghĩ về các vấn đề trong tương lai của công ty. Qua đó chúng tôi hiểu ra nhiều việc, kế cả tính khí của từng người". (ông Nishida).
Ông Fujisawa gọi đây là: "phòng họp tư duy tập thể của ban lãnh đạo" và giải thích về ý tưởng này: "Người trong ban lãnh đạo đương nhiên là người có trách nhiệm về một lĩnh vực chuyên môn. Khi trở thành một thành viên trong ban giám đốc, họ sinh hoạt họp hành với nhau dựa trên tư cách một người dựa trên khả năng của chính mình, hoàn toàn tách rời mọi trách nhiệm quản lý nhân viên. Những đề tài họp bàn trong ban giám đốc thường là những vấn đề họ không hề có kinh nghiệm, nhưng họ phải tìm ra lời giải cho những vấn đề mà trước nay họ không quan tâm khi còn ở vị trí quản lý trực tiếp các bộ phận chuyên môn bên dưới. Qua việc thường xuyên trao đổi kiến thức trong nhiều đề tài chung như vậy, họ dễ hiểu nhau hơn và tránh được những ngộ nhận, hiểu sai ý nhau. (Trích từ cuốn sách: "Tự thắp sáng lối đi cho mình").
Thường ở bất kỳ tổ chức nào, khi phát triển lớn mạnh thường gặp tệ quan liêu. Người trưởng bộ phận sau nhiều năm đã quá quen quản lý nhân viên theo kiểu giấy tờ, hành chính thì chỉ nghĩ đến cách bảo vệ vị trí của mình. Môi trường làm việc ở phòng nghiên cứu đã được cải thiện tốt hơn với cơ cấu tổ chức dân chủ, cộng với trách nhiệm được chia sẻ thích đáng. Tuy nhiên, trong nhà máy và bộ phận quản lý văn phòng thì cơ cấu điều hành vẫn chưa tránh được hình thức quan liêu, hành chính. Để giải quyết căn bệnh quan liêu của các doanh nghiệp lớn cần phải xuất phát từ thay đổi cách suy nghĩ của những người trưởng bộ phận, họ phải suy nghĩ ở tầm cao hơn, gắn với quyền lợi chung của công ty và tuyệt đối từ bỏ cái nhìn cục bộ bên dưới. "Chúng tôi chuẩn bị cơ cấu lãnh đạo tập thể như vậy để điều hành công ty khi tôi và ông Honda rút lui. Mục đích là làm sao vẫn phát huy được tinh thần ý chí xung kích trong kinh doanh, trong môi trường thường xuyên trao đổi ý kiến cùng đội ngũ lãnh đạo để có những quyết định nhanh chóng - chính xác".
Tất cả những suy nghĩ như vậy của ông Fujisawa xuất nảy sinh từ những giờ phút làm việc tư duy trong "trà thất", riêng biệt với văn phòng chính công ty.
Ông Fujisawa luôn giữ một hình ảnh nhất quán, ẩn mình bên trong xây dựng ông Honda như một biểu tượng bên ngoài. Tạo điều kiện để ông Honda Soichiro như một diễn viên chính trên sân khấu để mọi người chiêm ngưỡng thưởng thức, phần mình lấy đó làm niềm vui. Và công việc cuối cùng trong sự nghiệp của ông là làm sao chuẩn bị một con đường đầy hoa xứng tầm với người diễn viên danh tiếng này. 
Với suy nghĩ đó, ông đã chọn thời điềm thích đáng để rút lui vào đúng dịp 20 năm thành lập công ty với nền tảng sự nghiệp vững chắc. Vào dịp tết năm ấy, sau khi khẳng định tâm niệm của mình, ông đánh tiếng với mọi người xung quanh về quyết định rút lui của mình nhưng chưa trao đổi với ông Honda. Lý do là ông sợ phiền lòng ông Honda khi phải xử lý một việc như vậy. Nhưng ông Honda sau khi biết việc này từ những người khác trong ban giám đốc cũng có ý ngay: "Tôi cũng thế, nếu cần rút lui thì hai chúng tôi sẽ đi cùng nhau". Khi được người khác cho biết về suy nghĩ của ông Honda như vậy, ông Fujisawa rất hối hận: "Trong hơn 25 năm tâm giao với ông Honda Soichiro, chỉ có duy nhất lần này, lần đầu tiên và cuối cùng tôi thực sự có lỗi với ông ấy."
Sau khi về hưu, khi có việc cần ông Fujisawa còn tư vấn định hướng về kinhd doanh, nên thỉnh thoảng xuất hiện ở công ty với bộ Kimono truyền thống. Nhưng không bao giờ thấy ông trong các buổi sinh hoạt chính thức. Cuộc sống của ông rất tự do tự tại. Ông vừa làm chủ tiệm đồ cổ "Kokaido" do con trai ông kinh doanh gần nhà riêng của ông ở khu phố Roppongi vừa dành thời gian tận hưởng nhạc Cổ Điển Phương Tây và nhạc Cổ Truyền Nhật Bản và các hoạt động mỹ thuật.
Ông từ trần do cơn đau tim khi chung vui trong một bữa tiệc với gia đình.